# Capela-ardente

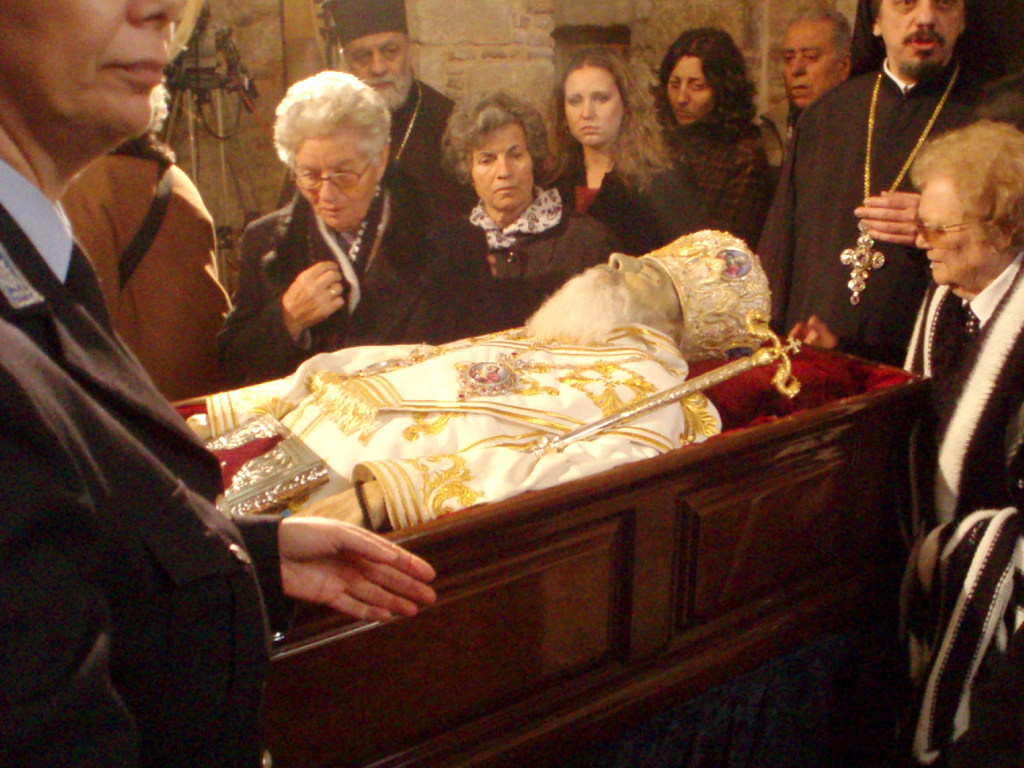
Capela-ardente do Arcebispo Christodoulos de Atenas

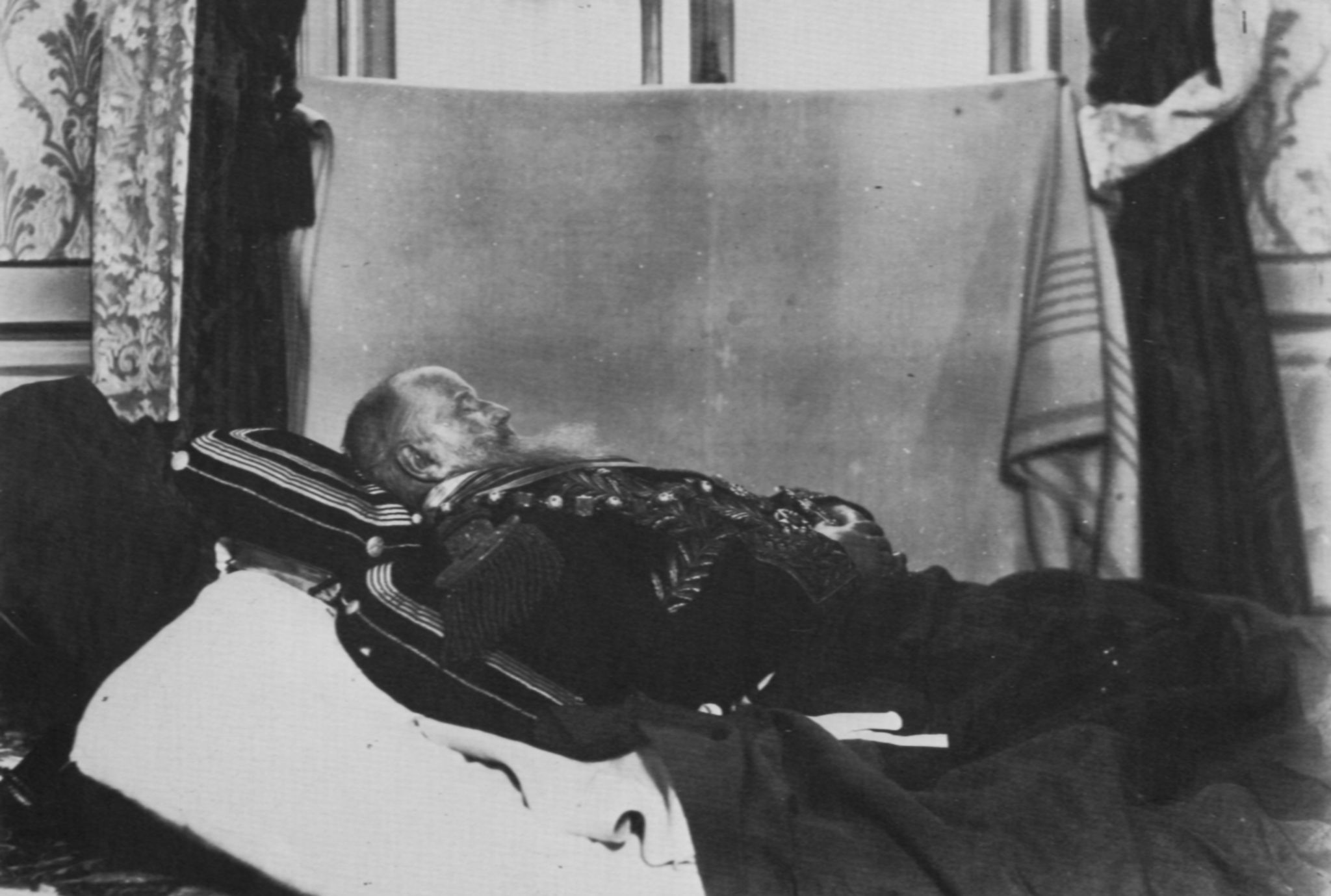
Capela-ardente do Imperador Pedro II do Brasil em um quarto do Hotel Bedford, Paris, 1891

Capela-ardente é a tradição em que o corpo de uma pessoa falecida, muitas vezes, de alta estatura social, é disponibilizado para a visualização pública. Capela-ardente difere da honra mais formal de velório, que geralmente é realizada no prédio do governo principal do país da pessoa falecida e frequentemente acompanhada por uma guarda de honra.

## Estados Unidos
Nos Estados Unidos, "velório" é geralmente considerado como quando o corpo de uma pessoa é colocado na rotunda do Capitólio dos Estados Unidos.[carece de fontes?] Quando a pessoa falecida é colocada em outro local, como o Grande Salão da Suprema Corte, eles ficam em repouso, como foi o caso após as mortes dos juízes Antonin Scalia em fevereiro de 2016 e Ruth Bader Ginsburg em setembro de 2020.
Os restos mortais de presidentes que morreram no cargo geralmente repousam no Salão Leste da Casa Branca, enquanto os de um ex-presidente falecido geralmente repousam em seu estado natal. No entanto, como um exemplo em contrário, quando o corpo de John F. Kennedy estava em repouso, o termo significava “privado” em oposição a um velório público.
O corpo de Babe Ruth repousava no Estádio Yankee.
O corpo do cantor Israel Kamakawiwo'ole repousou no prédio da capital do estado do Havaí em 1997.
Nem todo mundo elegível para ser velado na Rotunda do Capitólio o faz. Por exemplo, o corpo do ex-presidente Richard Nixon repousava na Biblioteca Presidencial Richard Nixon em Yorba Linda, Califórnia, o corpo do senador Edward Kennedy repousava na Biblioteca John F. Kennedy em Boston, Massachusetts, e o corpo do senador Robert Byrd repousava na câmara do Senado no Capitólio.

## Canadá
No Canadá, quando governadores-gerais e primeiros-ministros falecidos se encontram em qualquer lugar fora do Centre Block da Colina do Parlamento, eles ficam em repouso. No Hall de Honra, no Senado ou no saguão da Câmara dos Comuns, eles são velados.[carece de fontes?]
Nos níveis provincial, territorial ou local, os atuais e ex-políticos podem ser velados ou repousar em prédios do governo.[carece de fontes?]